# Team (Unternehmen)
Die Team SE (Eigenschreibweise: team SE) ist die Konzernobergesellschaft eines deutschen Handelsunternehmens mit den Geschäftsfeldern Agrarhandel, Energiehandel, Tankstellen, Baumärkte, Baustoffhandel und Schmierstoffhandel mit Hauptsitz in Flensburg. Insgesamt werden 450 Standorte betrieben.

## Geschäftsbereiche
Die Team SE übt selbst keine Geschäftstätigkeit aus, sondern erfüllt den Zweck einer Management- und Beteiligungsholding. Sie übernimmt übergeordnete Dienstleistungsfunktionen für die Tochtergesellschaften im Konzern. Im Geschäftsjahr 2023 erzielte die Team Gruppe Umsatzerlöse in Höhe von 5,7 Mrd. Euro.  Auf den Gesamtumsatz entfielen 2,3 Mrd. auf die Sparte Agrar, 801 Mio. Euro auf die Sparte Bau und 2,6 Mrd. auf die Sparte Energie.

### Team Agrar
Seit dem 12. Dezember 2022 ist die Team SE Mehrheitsaktionärin der Hauptgenossenschaft Nord AG (HaGe Nord). Am 1. Juni 2023 wurde die HaGe Nord nach Zustimmung der Hauptversammlung zur Team Agrar AG umfirmiert. Im Juni 2024 erfolgte der Wechsel der Gesellschaftsform von der team agrar AG zur team agrar GmbH. Team Agrar ist als Handelsunternehmen der Agrar- und Ernährungswirtschaft insbesondere im Handel mit Getreide, Raps und Hülsenfrüchten (Umsatzanteil 51 Prozent) sowie mit Betriebsmitteln für die Landwirtschaft (34 %) und dem Handel mit Futtermitteln (15 %) tätig.

### Team Baucenter
Unter dem Namen Team Baucenter wird mit Baustoffen Großhandel und mit Baumärkten Einzelhandel betrieben.
Seit 2015 ist die Team Gruppe auch in Nordrhein-Westfalen tätig. Mit dem Rückzug der BayWa übernahm die Team Gruppe mit einer Mehrheitsbeteiligung von 70 % die Niederlassungen, die unter dem Namen „Bauen+Leben“ an verschiedenen Standorten im Ruhrgebiet und im Münsterland betrieben werden.

### Team Energie
Unter dem Namen Team Energie, der im November 2010 den bisherigen Namen Team Mineralöle ersetzte, werden Heizöle, Brenn-, Kraft- und Schmierstoffe sowie Holzpellets vertrieben. Im Oktober 2010 wurde das Produktsortiment um Erdgas erweitert, Ende 2012 um Ökostrom. Beides wird bundesweit angeboten. Das Tankstellennetz besteht aus Komplett- und Automatentankstellen.

## Aktionärsstruktur
Bis zur Hauptversammlung am 29. Juni 2022 war das Grundkapital in 11.497.301 nennwertlose Aktien eingeteilt. Es wurde beschlossen, das Grundkapital durch die Ausgabe von insgesamt 3.327.949 nennwertlosen Aktien gegen Sacheinlage zu erhöhen. Zur Zeichnung der neuen Aktien waren nur die Dansk Landbrugs Grovvareselskab a.m.b.a. (DLG) mit Sitz im dänischen Fredericia und die Lantmännen ek för mit Sitz im schwedischen Stockholm berechtigt.
Die DLG musste die Sacheinlage durch die Übertragung von 12.460.114 Aktien der Hauptgenossenschaft Nord AG (HaGe) mit Sitz in Kiel auf die team SE erbringen. Diese 12.460.114 Aktien entsprechen einem Anteil von 44,77 % am Grundkapital der HaGe. Die DLG erhielt hierfür 1.735.311 neue Aktien der team SE.
Lantmännen musste die Sacheinlage durch die Übertragung von 11.435.675 Aktien der Hauptgenossenschaft Nord AG (HaGe) auf die team SE erbringen. Diese 11.435.675 Aktien entsprechen einem Anteil von 41,08 % am Grundkapital der HaGe. Lantmännen erhielt hierfür 1.592.638 neue Aktien der team SE.
Vor Beginn der Hauptversammlung befanden sich 75,64 % der ursprünglichen 11.497.301 Aktien = 8.696.558 Aktien im Besitz der DLG. Auf Basis von nun insgesamt 14.825.250 Aktien ergibt sich nun folgende Aktionärsstruktur der team SE:
(Stand: November 2022)
- DLG – ca. 70,4 %
- Lantmännen – ca. 10,7 %
- Streubesitz – ca. 18,9 %